# 世界大学野球選手権大会
世界大学野球選手権大会（せかいだいがくやきゅうせんしゅけんたいかい、英語：FISU World University Baseball Championship）は、国際大学スポーツ連盟（FISU）主催、世界野球ソフトボール連盟 (WBSC) 公認により、2年に一度行われる、国別対抗の大学生年代選手による野球の国際大会である。
大学生による競技大会としてはユニバーシアードがあるが、野球は相対的な普及度の低さからユニバーシアードの競技から除外されていた。そこでIBAFは2002年から国別の大学生による大会を開催することとなった。日本は第1回大会から参加している。第2回（2004年）から第4回（2008年）まで米国が3連覇。
2010年度は欧州からの参加が無かった。2012年大会は台湾で開催予定だったが参加申請国が4カ国にとどまり、開催必須条件の6カ国以上を満たさなかったため中止となったが、2018年大会から再開した。
なお、2015年韓国、2017年台湾のユニバーシアードにおいて、主催国の選択競技として野球が採用された。

## これまでの大会結果
| 回 | 日程                    | 主開催地   | メダリスト     | メダリスト             | メダリスト           | 日本の順位     |
| 回 | 日程                    | 主開催地   | 金             | 銀                     | 銅                   | 日本の順位     |
| -- | ----------------------- | ---------- | -------------- | ---------------------- | -------------------- | -------------- |
| 1  | 2002年8月2日 - 8月11日  | メッシーナ | キューバ       | アメリカ               | 日本                 | 3位            |
| 2  | 2004年7月24日 - 8月1日  | 台南       | アメリカ       | 日本                   | 韓国                 | 準優勝         |
| 3  | 2006年8月6日 - 8月15日  | ハバナ     | アメリカ       | チャイニーズタイペイ   | キューバ             | 4位            |
| 4  | 2008年7月17日 - 7月27日 | ブルノ     | アメリカ       | 日本                   | チャイニーズタイペイ | 準優勝         |
| 5  | 2010年7月30日 - 8月7日  | 東京       | キューバ       | アメリカ               | 日本                 | 3位            |
| 6  | 2012年7月13日 - 7月20日 | 桃園       | (FISU開催中止) | (FISU開催中止)         | (FISU開催中止)       | (FISU開催中止) |
| 7  | 2018年7月9日 - 7月15日  | 嘉義       | · 日本         | · チャイニーズタイペイ | · 韓国               | 優勝           |